# Jazzmeia Horn

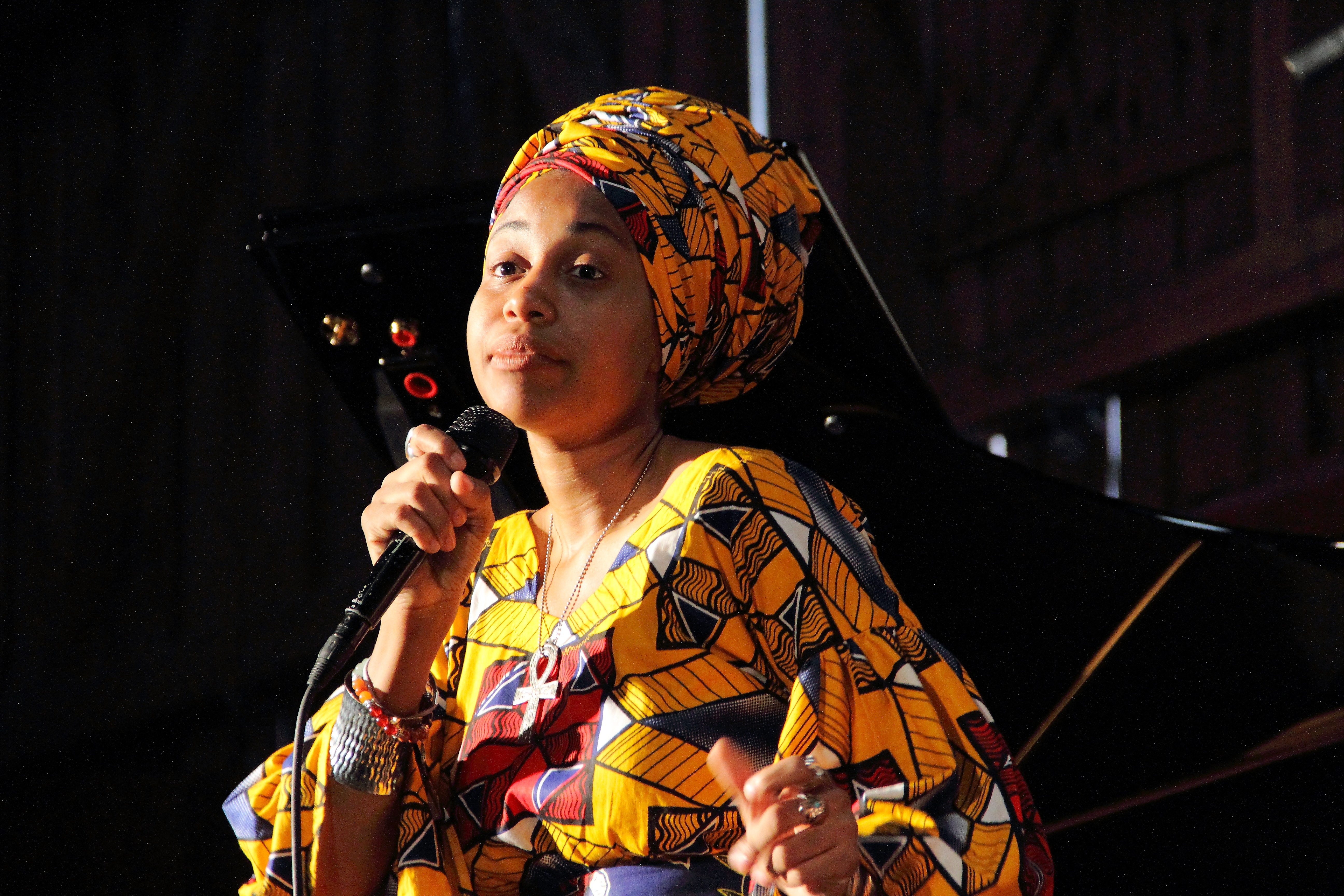
Jazzmeia Horn & A Social Call auf dem INNtöne Jazzfestival 2017

Jazzmeia Horn (* 16. April 1991 in Dallas) ist eine amerikanische Jazzsängerin.

## Leben und Wirken
Horn studierte von 2009 bis 2014 in New York an der New School for Jazz and Contemporary Music. Nachdem sie 2009 mit Junior Mance bei Radio WBGO zu hören war, trat sie mit Musikern wie Billy Harper, Brandon Sanders, Winard Harper, Jon Hendricks, Frank Wess, Ellis Marsalis und Delfeayo Marsalis auf. Mit ihrem eigenen Quintett war sie weltweit auf Tournee; mit Kirk Lightsey gastierte sie unter anderem auf dem Inntöne Festival. 2016 trat sie mit ihrem Quintett beim WDR 3 Jazzfest in Münster auf, mit der WDR Big Band Köln 2018 beim JazzFest Berlin und 2019 in der Kölner Philharmonie.
Im Mai 2017 erschien bei Prestige Records Horns Debütalbum A Social Call, das für den Grammy nominiert wurde. Dort nutzte sie ihren Gesang, um gegen Ungerechtigkeit und Rassismus vorzugehen. Nach dem Album Love & Liberation, das Concord Jazz 2019 veröffentlichte, legte sie als Eigenproduktion 2021 Dear Love vor, das sie mit einer 15-köpfigen Bigband um ihre Band Noble Force (mit Keith Brown am Klavier, Eric Wheeler am Bass und Anwar Marshall am Schlagzeug) einspielte; erste Auskopplung war ihre Single „Lover, Come Back to Me.“ Weiterhin ist sie auf Alben von Lafayette Harris und auf CPR Electrio von Ondřej Pivec und Karel Růžička junior zu hören.

## Preise und Auszeichnungen
2012 wurde Horn beim Sarah Vaughan International Jazz Vocal Competition als „Rising Star“ ausgezeichnet, wo sie im Folgejahr den ersten Preis gewann. Drei Jahre nacheinander wurde sie ab 2010 im Down Beat als „Beste Sängerin (Studentin)“ vorgestellt. 2015 gewann sie den Thelonious-Monk-Wettbewerb. Ende 2019 wurde ihr Album Love & Liberation für die Grammy Awards 2020 nominiert.

## Diskographische Hinweise
- A Social Call (Prestige, 2017), mit Josh Evans, Frank Lacy, Stacy Dillard, Victor Gould, Bennie Williams, Jerome Jennings
- When I Say (2019, Single)
- Love & Liberation (Concord Jazz, 2019)
- Dear Love (Empress Legacy, 2021)